# Elsa Berenguer
Elsa Berenguer (Buenos Aires, 3 de agosto de 1932 - Buenos Aires, 30 de abril de 2006) fue una actriz argentina de cine, televisión y teatro. 

## Biografía
En teatro recibió el premio Molière 1974, por su labor en Sabor a miel y el Estrella de Mar (Mar del Plata) en 1981 por la comedia Juguemos al rummy. 
Perteneció a una generación de intérpretes que se formó en la mejor etapa del cine independiente y dictó hace algún tiempo atrás cursos de arte dramático. 
Con la obra del recordado Oscar Ferrigno El tema eran las rosas, estuvo casi dos años trabajando en España, de la cual ella siempre decía: "Yo soy española por todos los costados y el estar en España, fue haber cumplido el sueño desde niña". 
Empezó en el cine en la década de 1960 dentro del movimiento del nouvelle vague con la película Todo sol es amargo (1966). También intervino en el film La fiesta de todos (1978), una superproducción dirigida por Sergio Renán en conjunto con Hugo Sofovich y Adrián Quiroga, donde narraban los sucesos del mundial de 1978, en el mismo, protagonizó un sketch con Ulises Dumont en el rol de su marido y Silvina Rada y Ricardo Darín eran sus hijos.
En 1980 hizo en teatro "Homenaje " de Bernard Slate  junto a Pepe Soriano y Fernanda Mistral. 
Entre 1981 y 1985 tuvo su propia escuela de teatro "Escuela integral de teatro Elsa Berenguer" donde se dictaban clases de lunes a sábados con cursos de Actuación, expresión corporal, historia del teatro (Dictado por su hermano Jesús Berenguer), lectura de textos y entrenamiento teatral.Fueron sus colaboradores directos en este emprendimiento María Adela Tobías y Carlos Menas en un comienzo, la acompañó como asistente Jorge Alvez y sus colaboradores en las clases fueron: Jean Pierre Noher y Alfredo Cabrera.
Fue durante la época del cine en democracia donde intervino en numerosas producciones como Los insomnes (1984) y Hay unos tipos abajo (1985), donde se contaba la historia de un matrimonio que vivía en la época de la dictadura militar. Logró su mayor reconocimiento a nivel público y crítico durante el transcurso del nuevo cine argentino con El visitante (1999) y Nueve Reinas (2000) donde volvió a trabajar al lado de Ricardo Darín. 
En el año 1976, interpretó el personaje de La Tía Corina, en el teleteatro de canal 13 "LA POSADA DEL SOL" de: Carlos Lozano Danna con dirección de Miguel Larrarte. (Una exótica nueva millonaria, que quería pertenecer a la clase alta, con un sobrino que planeaba asesinarla: José Luis Mazza. Eran sobrino y tía que se instalaban durante unas vacaciones en el sur del país, en "La posada del sol". Allí había otros personajes-huéspedes con sus historias, interpretados por primerísmas figuras). (FUENTE: Jorge Luis Suárez)
En televisión intervino en numerosas telenovelas donde debutó en el año 1977 en canal 13 con Dulce Anastasia. Se consagró en la década de 1980 en Argentina Televisora Color (ATC) con Un amor sacrificado (1982). Posteriormente participó en la producción argentina-mexicana Mi nombre es Coraje (1988), remake de un clásico de 1972 Los hermanos Coraje y la producciòn argentina-venezolana Primer amor (1992) de canal 9. 
Se recuerda su interpretación en la obra "Los Invertidos" con dirección de Alberto Ure en el Teatro Municipal General San Martín.
Durante el transcurso de la década de 1990 protagonizó numerosos unitarios de Alejandro Doria y otros como Archivo negro (1997) y Laura y Zoe (1998) los dos de canal 13 e Ilusiones compartidas (2000) para la empresa Artear. El último que realizó para televisión fue Bendita vida (2006) y su última aparición en el cine fue en la película Las mantenidas sin sueños del año 2005. 
Falleció el 30 de abril de 2006 de una afección coronaria. Sus restos reposan en el panteón de la Asociación Argentina de Actores en el Cementerio de la Chacarita.

## Filmografía
- Las mantenidas sin sueños  (2007)
- Cama adentro (2004)
- Notas de tango  (2001)
- Nueve Reinas (2000)
- El visitante  (1999)
- En busca del brillante perdido  (1986)
- Hay unos tipos abajo  (1985)
- Luna caliente  (1985)
- Los insomnes  (1984)
- La fiesta de todos  (1978)
- Crecer de golpe  (1978)
- La cosecha  (1970)
- Todo sol es amargo (1966)

## Televisión
- Bendita vida (2006)
- Ilusiones (compartidas) (2000)
- Laura y Zoe (1998)
- Archivo Negro (1997)
- Primer amor (1992)
- Mi nombre es Coraje (1988)
- Tiempo cumplido (1987)
- Extraños y amantes (1985)
- La tentación (1983)
- El teatro de Irma Roy (1983)
- La Cenicienta (1982)
- Un amor sacrificado (1982)
- Llévame contigo (1982)
- Aprender a vivir (1982)
- Quiero gritar tu nombre (1981)
- Un ángel en la ciudad (1980)
- Una promesa para todos (1978)
- Aventura 77 (1977)
- Invitación Jamaica (1977)
- Dulce Anastasia (1977)
- La posada del sol (1976)
- La nena (1969)
- El club de Anteojito. (1967)